# 桐生川ダム
桐生川ダム（きりゅうがわダム）は、群馬県桐生市梅田町四丁目、一級河川・利根川水系桐生川上流部に建設されたダムである。ダム湖名は梅田湖（うめだこ）。

## 概要
利根川水系渡良瀬川左支流である桐生川の洪水調節・上水道の安定供給などを企図した多目的ダムとして建設された堤高60.5メートルの重力式コンクリートダムである。
桐生川ダムと梅田湖には、桐生市街地中心部の桐生駅北口からおりひめバス梅田線で約25分である。梅田湖周辺のバス停は、梅田線の軍場・梅田大橋・台緑地公園入口があり、ダム管理事務所の最寄りの停留所は軍場である。

## 沿革
渡良瀬川と桐生川に挟まれた桐生市では、1938年（昭和13年）の水害や、1947年（昭和22年）のカスリーン台風、1948年（昭和23年）のアイオン台風、1949年（昭和24年）のキティ台風による3年連続の水害が甚大なものであり、治水対策として桐生川上流にダム建設が計画された。
1968年（昭和43年）に予備調査が開始、1972年（昭和47年）に実施計画調査が開始された。1974年（昭和49年）に着工し、9年余りの歳月を掛けて1983年（昭和58年）3月に竣工した。1984年（昭和59年）6月に桐生川発電所の運転が開始された。
ダム建設に伴う移転戸数は59に上り、根本山神社・碧雲寺が下流の梅田町一丁目に移転、旧入飛駒小学校地、根本橋・旧大州橋・落合橋などが水没した。
桐生川は古代の毛野国の上下分割以来、長らく両毛国境として、明治以後は群馬・栃木両県境として、両岸によって異なる行政区画であった。予備調査の開始年と同年に桐生川左岸の栃木県安蘇郡田沼町入飛駒地区が群馬県桐生市に編入したことで、桐生川両岸が同一の行政区画となった。

## 梅田湖
ダム湖は1985年（昭和60年）の公募により「梅田湖」と命名された。梅田湖中央には群馬県道66号桐生田沼線の梅田大橋が架かり、右岸の二渡地区と左岸の入飛駒地区を結んでいる。
梅田湖右岸の群馬県道337号上藤生大洲線沿いに梅田台緑地公園とロウバイパークがある。梅田湖畔に梅田湖観光開発社のボート乗り場があり、春夏のニジマスやバス、秋冬のワカサギなど釣りの名所として知られる。
梅田湖上流の桐生川源流部に桐生市青少年野外活動センターと梅田ふるさとセンターがあり、桐生市北部に広がる水源の森百選の桐生川源流林や根本山観光の拠点となっている。